# Turn It into Love
Turn It into Love è il sesto e ultimo singolo estratto da Kylie, l'album di debutto della cantante australiana Kylie Minogue. È stato pubblicato il 21 dicembre 1988 esclusivamente in Giappone.
Il lato B del brano è la canzone Made In Heaven, utilizzata come lato B anche per Je ne sais pas pourquoi e It's No Secret.

## Informazioni
La canzone è stata scritta e prodotta da Stock, Aitken & Waterman; lo stesso anno, Turn It into Love, è stata registrata e pubblicata anche da Hazell Dean causando speculazioni tra chi l'avesse registrata per prima. Tuttavia, gli autori del brano hanno confermato di averlo scritto appositamente per la Minogue, e che successivamente fosse stato dato a Dean perché il management della cantante non riteneva necessario rilasciare un ulteriore singolo in Regno Unito.
Della canzone è stato anche realizzato un videoclip

## Esibizioni live
Il brano è stato incluso in solamente due tournée della cantante, ossia:
- On A Night Like This Tour (2001)
- Showgirl: Homecoming Tour[4] (2006)

## Versioni
- Album version / Single version
- Instrumental
- Extended Instrumental
- Backing Track